# Vest Buss
Vest Buss — норвежско-шведский производитель автобусных кузовов и официальный дистрибьютер автобусов Iveco.

## История
Компания Vest Buss была основана в 1965 году под названием Vest Karosseri AS, а в 1967 году компания выпустила первый автобус. 
В 2002 году 35% акций было приобретено компанией Busscar, и компания была переименована в Vest-Busscar AS. 
В 2006 году компания стала называться Vest Buss AS.
В 2009 году компания Vest Buss стала официальным дистрибьютером автобусов Irisbus в Норвегии и Швеции.
25 октября 2016 года компания была упразднена.